# Euroleague Basketball 2015-2016 - Final Four
Le Final Four della Euroleague Basketball 2015-2016 sono la 16ª edizione della fase conclusiva del torneo, da quando la competizione stessa è stata organizzata dalla Euroleague Basketball. Le partite della Final Four 2016 sono state disputate alla Mercedes-Benz Arena di Berlino il 13 e 15 maggio 2016. Il CSKA Mosca ha vinto la competizione, aggiudicandosi per la settimavolta il titolo europeo battendo in finale il Fenerbahçe per 101-96 dopo un tempo supplementare.

## Sede
L'11 maggio 2015, Euroleague Basketball annuncia che le Final Four per la stagione 2015-2016 si terranno alla Mercedes-Benz Arena di Berlino, Germania. Con i suoi 14.500 posti a sedere, l'Arena è la casa dell'Alba Berlino, oltre ad essere usata per partite di hockey su ghiaccio, pallacanestro, pallamano ed anche per concerti. Nell'area circostante l'arena, si possono trovare vari luoghi di intrattenimento, tra cui spiccano un cinema, un casino, un hotel e diversi bar e ristoranti. L'arena aveva già ospitato le Final Four di Eurolega della stagione 2008-2009.
La griglia di costruzione del LED sulla facciata dell'arena sarà dotato di più di 300.000 sezioni LED, ognuna è alta 12 m, ha una larghezza di circa 120 m e una facciata semicircolare in vetro di 105° con una superficie totale di oltre 1440 m².
| Berlino                | Berlino (Europa) |
| Mercedes-Benz Arena    | Berlino (Europa) |
| Posti a sedere: 14,500 | Berlino (Europa) |
|                        | Berlino (Europa) |

## Percorso verso le Final Four
| Fenerbahçe       | A (1ª) | 8 | 2 | E (1ª) | 11 | 3 | Real Madrid   | 3–0 |
| Saski Baskonia   | B (3ª) | 6 | 4 | F (2ª) | 9  | 5 | Panathīnaïkos | 3–0 |
| CSKA Mosca       | D (1ª) | 9 | 1 | F (1ª) | 10 | 4 | Stella Rossa  | 3–0 |
| Lokomotiv Kuban' | C (1ª) | 8 | 2 | E (2ª) | 9  | 5 | Barcellona    | 3–2 |

## Tabellone
|  | Semifinali       | Semifinali       | Semifinali |            |            | Finale           | Finale           | Finale          |  |
|  |                  |                  |            |            |            |                  |                  |                 |  |
|  | Fenerbahçe       | Fenerbahçe       | 88         |            |            |                  |                  |                 |  |
|  | Fenerbahçe       | Fenerbahçe       | 88         |            |            |                  |                  |                 |  |
|  | Saski Baskonia   | Saski Baskonia   | 77         |            |            |                  |                  |                 |  |
|  | Saski Baskonia   | Saski Baskonia   | 77         |            | Fenerbahçe | Fenerbahçe       | 96               |                 |  |
|  |                  |                  |            |            | Fenerbahçe | Fenerbahçe       | 96               |                 |  |
|  |                  |                  | CSKA Mosca | CSKA Mosca | 101        |                  |                  |                 |  |
|  | CSKA Mosca       | CSKA Mosca       | CSKA Mosca | CSKA Mosca | 101        | 88               |                  |                 |  |
|  | CSKA Mosca       | CSKA Mosca       |            |            |            | 88               |                  |                 |  |
|  | Lokomotiv Kuban' | Lokomotiv Kuban' | 81         |            |            | Finale 3º posto  | Finale 3º posto  | Finale 3º posto |  |
|  | Lokomotiv Kuban' | Lokomotiv Kuban' | 81         |            |            |                  |                  |                 |  |
|  |                  |                  |            |            |            |                  |                  |                 |  |
|  |                  |                  |            |            |            | Saski Baskonia   | Saski Baskonia   | 75              |  |
|  |                  |                  |            |            |            | Saski Baskonia   | Saski Baskonia   | 75              |  |
|  |                  |                  |            |            |            | Lokomotiv Kuban' | Lokomotiv Kuban' | 85              |  |

## Semifinali

### CSKA Mosca - Lokomotiv Kuban'
| Arbitri: | Luigi Lamonica Robert Lottermoser Damir Javor |

|                                           |            |                                  |
| de Colo 30 Fridzon 13 Voroncevič, Chrjapa | Punti      | 26 Delaney 17 Draper 13 Randolph |
| Teodosić 6                                | Assist     | 4 Delaney, Draper                |
| Kurbanov, Hines 7                         | Rimbalzi   | 11 Randolph                      |
| Dīmītrīs Itoudīs                          | Allenatori | Giōrgos Mpartzōkas               |

| Quintetto titolare | Quintetto titolare | Quintetto titolare | Pt   | Rim  | Ass  |
| ------------------ | ------------------ | ------------------ | ---- | ---- | ---- |
| P                  | 1                  | Nando de Colo      | 30   | 3    | 4    |
| G                  | 22                 | Cory Higgins       | 7    | 2    | 1    |
| AP                 | 41                 | Nikita Kurbanov    | 4    | 7    | 0    |
| AG                 | 20                 | Andrej Voroncevič  | 9    | 4    | 0    |
| C                  | 42                 | Kyle Hines         | 8    | 7    | 3    |
| Panchina:          |                    |                    |      |      |      |
| P                  | 4                  | Miloš Teodosić     | 8    | 1    | 6    |
| G                  | 7                  | Vitalij Fridzon    | 13   | 1    | 0    |
| AG                 | 8                  | Demetris Nichols   | n.e. | n.e. | n.e. |
| P                  | 9                  | Aaron Jackson      | 0    | 0    | 0    |
| C                  | 12                 | Pavel Korobkov     | n.e. | n.e. | n.e. |
| G                  | 30                 | Michail Kulagin    | n.e. | n.e. | n.e. |
| AG                 | 31                 | Viktor Chrjapa     | 9    | 0    | 3    |
| Allenatore:        |                    |                    |      |      |      |
| Dīmītrīs Itoudīs   |                    |                    |      |      |      |

| CSKA Mosca |  | Lokomotiv Kuban' |

| Quintetto titolare | Quintetto titolare | Quintetto titolare | Pt   | Rim  | Ass  |
| ------------------ | ------------------ | ------------------ | ---- | ---- | ---- |
| P                  | 0                  | Malcolm Delaney    | 26   | 3    | 4    |
| G                  | 18                 | Evgenij Voronov    | 0    | 0    | 0    |
| AP                 | 45                 | Ryan Broekhoff     | 10   | 5    | 1    |
| AG                 | 9                  | Víctor Claver      | 2    | 5    | 2    |
| C                  | 3                  | Anthony Randolph   | 13   | 11   | 1    |
| Panchina:          |                    |                    |      |      |      |
| AG                 | 1                  | Chris Singleton    | 6    | 5    | 1    |
| P                  | 4                  | Dontaye Draper     | 17   | 1    | 4    |
| P                  | 10                 | Sergej Bykov       | 0    | 0    | 0    |
| G                  | 12                 | Matt Janning       | 7    | 0    | 1    |
| P                  | 15                 | Maxim Kolyushkin   | n.e. | n.e. | n.e. |
| AG                 | 17                 | Nikita Balashkov   | n.e. | n.e. | n.e. |
| AG                 | 20                 | Andrej Zubkov      | 0    | 0    | 0    |
| Allenatore:        |                    |                    |      |      |      |
| Giōrgos Mpartzōkas |                    |                    |      |      |      |

### Fenerbahçe - Laboral Kutxa
| Arbitri: | Chrīstos Christodoulou Borys Ryzhyk Oļegs Latiševs |

|                                         |            |                                  |
| Bogdanović 18 Datome 15 Udoh, Veselý 14 | Punti      | 22 Mpourousīs 19 Adams 13 Tillie |
| Sloukas 7                               | Assist     | 7 Adams                          |
| Antić, Datome 7                         | Rimbalzi   | 10 Mpourousīs                    |
| Željko Obradović                        | Allenatori | Velimir Perasović                |

| Quintetto titolare | Quintetto titolare | Quintetto titolare | Pt   | Rim  | Ass  |
| ------------------ | ------------------ | ------------------ | ---- | ---- | ---- |
| P                  | 35                 | Bobby Dixon        | 3    | 5    | 0    |
| G                  | 13                 | Bogdan Bogdanović  | 18   | 6    | 3    |
| AP                 | 70                 | Luigi Datome       | 15   | 7    | 2    |
| AG                 | 12                 | Pero Antić         | 8    | 7    | 2    |
| C                  | 8                  | Ekpe Udoh          | 14   | 2    | 1    |
| Panchina:          |                    |                    |      |      |      |
| P                  | 3                  | Ricky Hickman      | 3    | 1    | 0    |
| AG                 | 5                  | Barış Hersek       | n.e. | n.e. | n.e. |
| G                  | 10                 | Melih Mahmutoğlu   | n.e. | n.e. | n.e. |
| P                  | 16                 | Kōstas Sloukas     | 13   | 5    | 7    |
| P                  | 23                 | Berk Uğurlu        | n.e. | n.e. | n.e. |
| AG                 | 24                 | Jan Veselý         | 14   | 3    | 1    |
| AP                 | 33                 | Nikola Kalinić     | 0    | 2    | 1    |
| Allenatore:        |                    |                    |      |      |      |
| Željko Obradović   |                    |                    |      |      |      |

| Fenerbahçe |  | Laboral Kutxa |

| Quintetto titolare | Quintetto titolare | Quintetto titolare | Pt   | Rim  | Ass  |
| ------------------ | ------------------ | ------------------ | ---- | ---- | ---- |
| P                  | 20                 | Darius Adams       | 19   | 2    | 7    |
| G                  | 8                  | Ádám Hanga         | 10   | 5    | 0    |
| AP                 | 42                 | Dāvis Bertāns      | 2    | 2    | 1    |
| AG                 | 14                 | Kim Tillie         | 13   | 3    | 0    |
| C                  | 6                  | Darko Planinić     | 0    | 2    | 0    |
| Panchina:          |                    |                    |      |      |      |
| P                  | 3                  | Mike James         | 6    | 2    | 5    |
| AG                 | 4                  | Mamadou Diop       | n.e. | n.e. | n.e. |
| G                  | 5                  | Fabien Causeur     | 0    | 0    | 0    |
| C                  | 9                  | Iōannīs Mpourousīs | 22   | 10   | 2    |
| AP                 | 11                 | Jaka Blažič        | 5    | 2    | 1    |
| C                  | 12                 | Ilimane Diop       | 0    | 0    | 0    |
| AP                 | 33                 | Alberto Corbacho   | n.e. | n.e. | n.e. |
| Allenatore:        |                    |                    |      |      |      |
| Velimir Perasović  |                    |                    |      |      |      |

## Finali

### Finale 3º/4º posto
| Arbitri: | Chrīstos Christodoulou Borys Ryzhyk Piotr Pastusiak |

|                              |            |                                                               |
| Adams 25 Bertāns 13 Blažič 8 | Punti      | 21 Broekhoff, Delaney 11 Zubkov 10 Claver, Singleton, Janning |
| Adams 6                      | Assist     | 4 Delaney, Draper                                             |
| Hanga 7                      | Rimbalzi   | 7 Claver, Singleton                                           |
| Velimir Perasović            | Allenatori | Giōrgos Mpartzōkas                                            |

| Quintetto titolare | Quintetto titolare | Quintetto titolare | Pt   | Rim  | Ass  |
| ------------------ | ------------------ | ------------------ | ---- | ---- | ---- |
| P                  | 20                 | Darius Adams       | 25   | 6    | 6    |
| G                  | 8                  | Ádám Hanga         | 3    | 7    | 1    |
| AP                 | 42                 | Dāvis Bertāns      | 13   | 0    | 1    |
| AG                 | 14                 | Kim Tillie         | 7    | 6    | 2    |
| C                  | 6                  | Darko Planinić     | 5    | 2    | 1    |
| Panchina:          |                    |                    |      |      |      |
| P                  | 3                  | Mike James         | 2    | 0    | 1    |
| AG                 | 4                  | Mamadou Diop       | n.e. | n.e. | n.e. |
| G                  | 5                  | Fabien Causeur     | n.e. | n.e. | n.e. |
| C                  | 9                  | Iōannīs Mpourousīs | 5    | 2    | 1    |
| AP                 | 11                 | Jaka Blažič        | 8    | 3    | 0    |
| C                  | 12                 | Ilimane Diop       | 4    | 3    | 0    |
| AP                 | 33                 | Alberto Corbacho   | 3    | 0    | 1    |
| Allenatore:        |                    |                    |      |      |      |
| Velimir Perasović  |                    |                    |      |      |      |

| Laboral Kutxa |  | Lokomotiv Kuban' |

| Quintetto titolare | Quintetto titolare | Quintetto titolare | Pt   | Rim  | Ass  |
| ------------------ | ------------------ | ------------------ | ---- | ---- | ---- |
| P                  | 0                  | Malcolm Delaney    | 21   | 5    | 4    |
| G                  | 10                 | Sergej Bykov       | 0    | 0    | 2    |
| AP                 | 45                 | Ryan Broekhoff     | 21   | 6    | 3    |
| AG                 | 9                  | Víctor Claver      | 10   | 7    | 3    |
| AG                 | 1                  | Chris Singleton    | 10   | 7    | 2    |
| Panchina:          |                    |                    |      |      |      |
| C                  | 3                  | Anthony Randolph   | n.e. | n.e. | n.e. |
| P                  | 4                  | Dontaye Draper     | 2    | 0    | 4    |
| G                  | 12                 | Matt Janning       | 10   | 1    | 0    |
| P                  | 15                 | Maxim Kolyushkin   | n.e. | n.e. | n.e. |
| AG                 | 17                 | Nikita Balashkov   | 0    | 0    | 0    |
| G                  | 18                 | Evgenij Voronov    | 0    | 1    | 0    |
| AG                 | 20                 | Andrej Zubkov      | 11   | 2    | 2    |
| Allenatore:        |                    |                    |      |      |      |
| Giōrgos Mpartzōkas |                    |                    |      |      |      |

### Finale
La finale fu il secondo scontro tra le due squadre nelle Final Four. Nelle Final Four 2014-2015, il CSKA Mosca sconfisse il Fenerbahçe per 86-80 nella finale per il terzo posto. Questa partità fu la prima finale per la squadra turca, mentre il CSKA Mosca giocò la sua tredicesima finale.
La partita sembrò subito segnata a favore del CSKA Mosca, infatti dopo il primo tempo, la squadra russa conduceva la partita per 30-50, fino a raggiungere un vantaggio di 21 punti durante il terzo quarto. Nonostante il vantaggio accumulato, il Fenerbahçe ritornò in partita; solo grazie al canestro di Viktor Chrjapa a 1.9 secondi dalla fine del quarto quarto, il CSKA Mosca riuscì a pareggiare, portando così la partita al supplementare, terza finale nella storia della Euroleague che non si concluse nei tempi regolamentari. Nel supplementare, il CSKA guidato da Nando de Colo, riuscì a tornare in vantaggio, vantaggio che mantenne fino alla fine della partita, vincendo così per la settima volta, la prima negli ultimi otto anni.
| Arbitri: | Luigi Lamonica Robert Lottermoser Damir Javor |

|                                            |            |                                 |
| Dixon 17 Udoh, Antić, Datome 16 Sloukas 10 | Punti      | 22 de Colo 19 Teodosić 15 Hines |
| Dixon 4                                    | Assist     | 7 de Colo, Teodosić             |
| Udoh 11                                    | Rimbalzi   | 5 Viktor Chrjapa, Teodosić      |
| Željko Obradović                           | Allenatori | Dīmītrīs Itoudīs                |

| Quintetto titolare | Quintetto titolare | Quintetto titolare | Pt   | Rim  | Ass  |
| ------------------ | ------------------ | ------------------ | ---- | ---- | ---- |
| P                  | 16                 | Kōstas Sloukas     | 10   | 2    | 0    |
| G                  | 13                 | Bogdan Bogdanović  | 6    | 3    | 3    |
| AP                 | 33                 | Nikola Kalinić     | 3    | 3    | 2    |
| AG                 | 70                 | Luigi Datome       | 16   | 5    | 3    |
| AG                 | 24                 | Jan Veselý         | 7    | 5    | 1    |
| Panchina:          |                    |                    |      |      |      |
| P                  | 3                  | Ricky Hickman      | 5    | 0    | 0    |
| AG                 | 5                  | Barış Hersek       | n.e. | n.e. | n.e. |
| C                  | 8                  | Ekpe Udoh          | 16   | 11   | 3    |
| G                  | 10                 | Melih Mahmutoğlu   | 0    | 0    | 0    |
| AG                 | 12                 | Pero Antić         | 16   | 1    | 0    |
| P                  | 23                 | Berk Uğurlu        | n.e. | n.e. | n.e. |
| P                  | 35                 | Bobby Dixon        | 17   | 4    | 1    |
| Allenatore:        |                    |                    |      |      |      |
| Željko Obradović   |                    |                    |      |      |      |

| Fenerbahçe |  | CSKA Mosca |

| Vincitrice Euroleague Basketball 2015-2016 |
| ------------------------------------------ |
| CSKA Mosca 7º titolo                       |

| Quintetto titolare | Quintetto titolare | Quintetto titolare | Pt | Rim | Ass |
| ------------------ | ------------------ | ------------------ | -- | --- | --- |
| P                  | 1                  | Nando de Colo      | 22 | 2   | 7   |
| G                  | 22                 | Cory Higgins       | 12 | 1   | 3   |
| AP                 | 41                 | Nikita Kurbanov    | 4  | 3   | 0   |
| AG                 | 20                 | Andrej Voroncevič  | 11 | 3   | 0   |
| C                  | 42                 | Kyle Hines         | 15 | 4   | 2   |
| Panchina:          |                    |                    |    |     |     |
| G                  | 3                  | Dmitry Kulagin     | 0  | 0   | 0   |
| P                  | 4                  | Miloš Teodosić     | 19 | 5   | 7   |
| G                  | 7                  | Vitalij Fridzon    | 0  | 0   | 0   |
| AG                 | 8                  | Demetris Nichols   | 0  | 1   | 0   |
| P                  | 9                  | Aaron Jackson      | 8  | 1   | 1   |
| C                  | 12                 | Pavel Korobkov     | 0  | 2   | 1   |
| AG                 | 31                 | Viktor Chrjapa     | 10 | 5   | 1   |
| Allenatore:        |                    |                    |    |     |     |
| Dīmītrīs Itoudīs   |                    |                    |    |     |     |